# Український національно-державний союз (1918-1919)
Український національно-державний союз (У.Н.Д.С.) — координаційний центр українських центристських і правих партій (УПСС, УПСФ, Української трудової партії, Української демократично-хліборобської партії) та Об'єднаної ради залізниць України й Поштово-телеграфної спілки.
Український національно-державний союз створений у середині травня 1918 року з метою «рятувати загрожену українську державність» перед наступом росіян за гетьманської влади. Крім УНДС антигетьманські позиції займав Всеукраїнський союз земств, очолюваний Симоном Петлюрою.
У меморандумі українських політичних партій від 24 травня 1918 року УНДС висловив вотум недовір'я урядові Федора Лизогуба за антиукраїнську діяльність деяких міністерств та адміністрації й вимагав українізації державного апарату. УНДС поширив свої рамки в серпні 1918 року, перетворившись на Український Національний Союз.